# Areia de Baraúnas
Pour les articles homonymes, voir Areia.
Areia de Baraúnas est une ville brésilienne du centre de l'État de la Paraíba.
Sa population était estimée à 2 096 habitants en 2007. La municipalité s'étend sur 96 km2.